# Язовка (Курганская область)
Язовка — село в Далматовском районе Курганской области. Входит в состав Вознесенского сельсовета.

## География

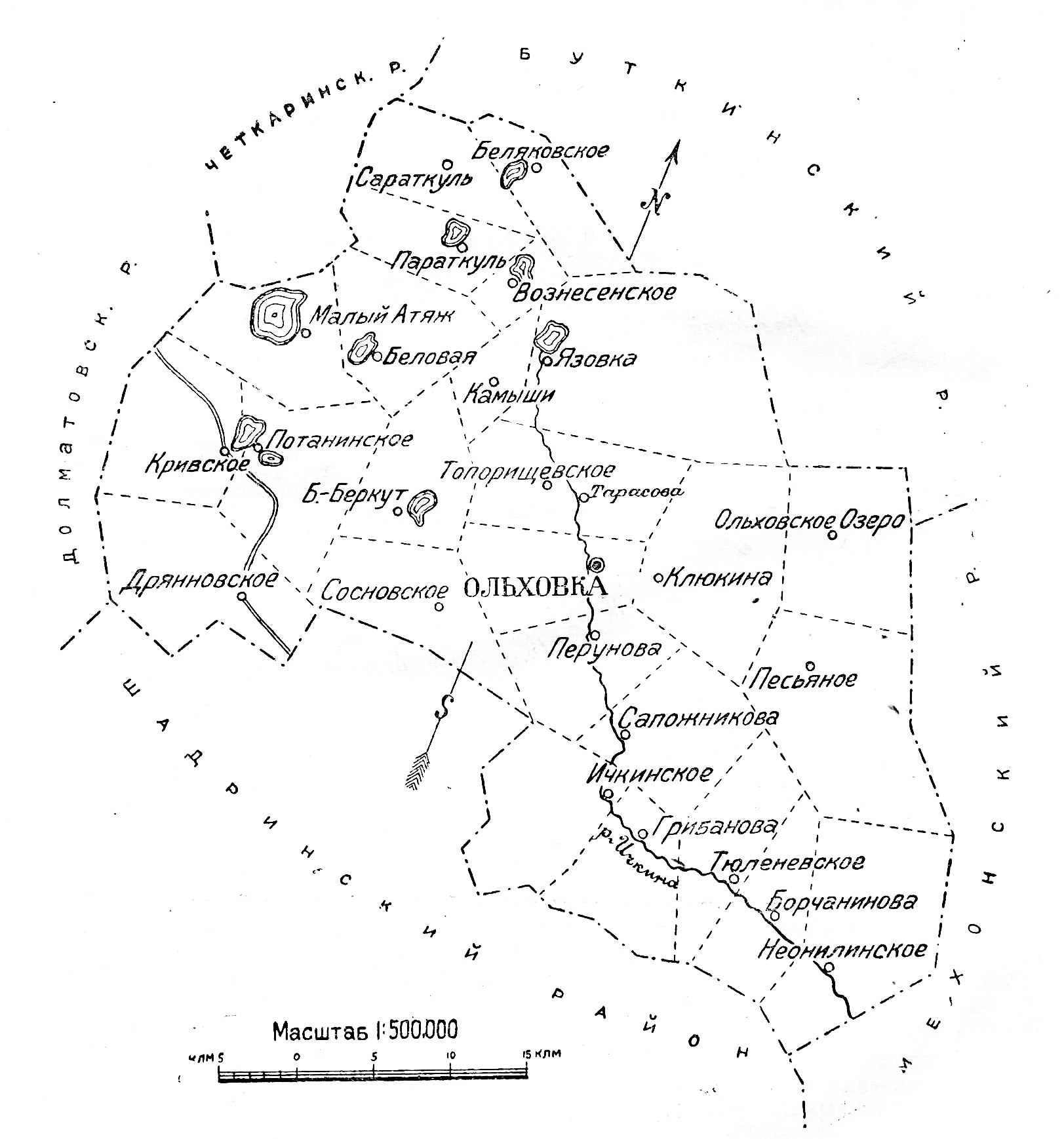
Язовка на схеме Ольховского района; 1928 год

Село расположено на южном берегу озера Ичкино и берегах вытекающей из него реки Ичкина, в 5 километрах юго-восточнее от административного центра сельсовета села Вознесенское, в 70 километрах северо-восточнее от районного центра города Далматово (49 км по прямой), в 190 километрах к северо-западу от областного центра города Кургана (156 км по прямой).

## История
Язовка ранее также имела название Чубарова. Деревня относилось к Вознесенской волости Шадринского уезда Пермской губернии.
В начале 1918 года установлена Советская власть (25 января 1918 года установлена в г. Далматов). В июле 1918 года — белогвардейская власть (11 июля 1918 установлена в г. Далматов). В начале августа 1919 года вновь установлена Советская власть (1 августа в г. Далматов, 4 августа — в г. Шадринск).
В 1919 году был образован Язовский сельсовет. 14 июня 1954 года Язовский сельсовет упразднён, вошёл в Вознесенский сельсовет.
В 1928 году в деревне работала школа и кооператив.
В годы Советской власти жители работали в колхозе «Искра».

## Достопримечательности
В 1968 году установлен четырехгранный обелиск, увенчанный пятиконечной звездой. На нём изображён солдат в каске с красной пятиконечной звездой и надпись: «Никто не забыт, ничто не забыто». На гранях памятника мемориальные доски с именами земляков, погибших в годы Великой Отечественной войны.

## Население
| 1869 | 1902 | 1904 | 1920 | 1926 | 1989 | 2001 |
| ---- | ---- | ---- | ---- | ---- | ---- | ---- |
| 645  | ↗850 | ↘814 | ↗986 | ↘934 | ↘266 | ↘222 |
| 2002 | 2004 | 2010 | 2012 |      |      |      |
| ↘221 | ↘216 | ↘146 | ↗151 |      |      |      |

Национальный состав
- По переписи населения 2002 года проживало 221 человек, из них русские — 95 %.
- По данным переписи 1926 года в деревне Язовка было 254 двора с населением 934 человека (мужчин — 396, женщин — 538). Национальный состав следующий: 932 русских, 2 зырян.[1]

## Известные люди
- Язовских, Иван Семёнович (1 сентября 1923 года — 14 декабря 1979 года) — Герой Советского Союза, уроженец деревни.